# Michael von Burg

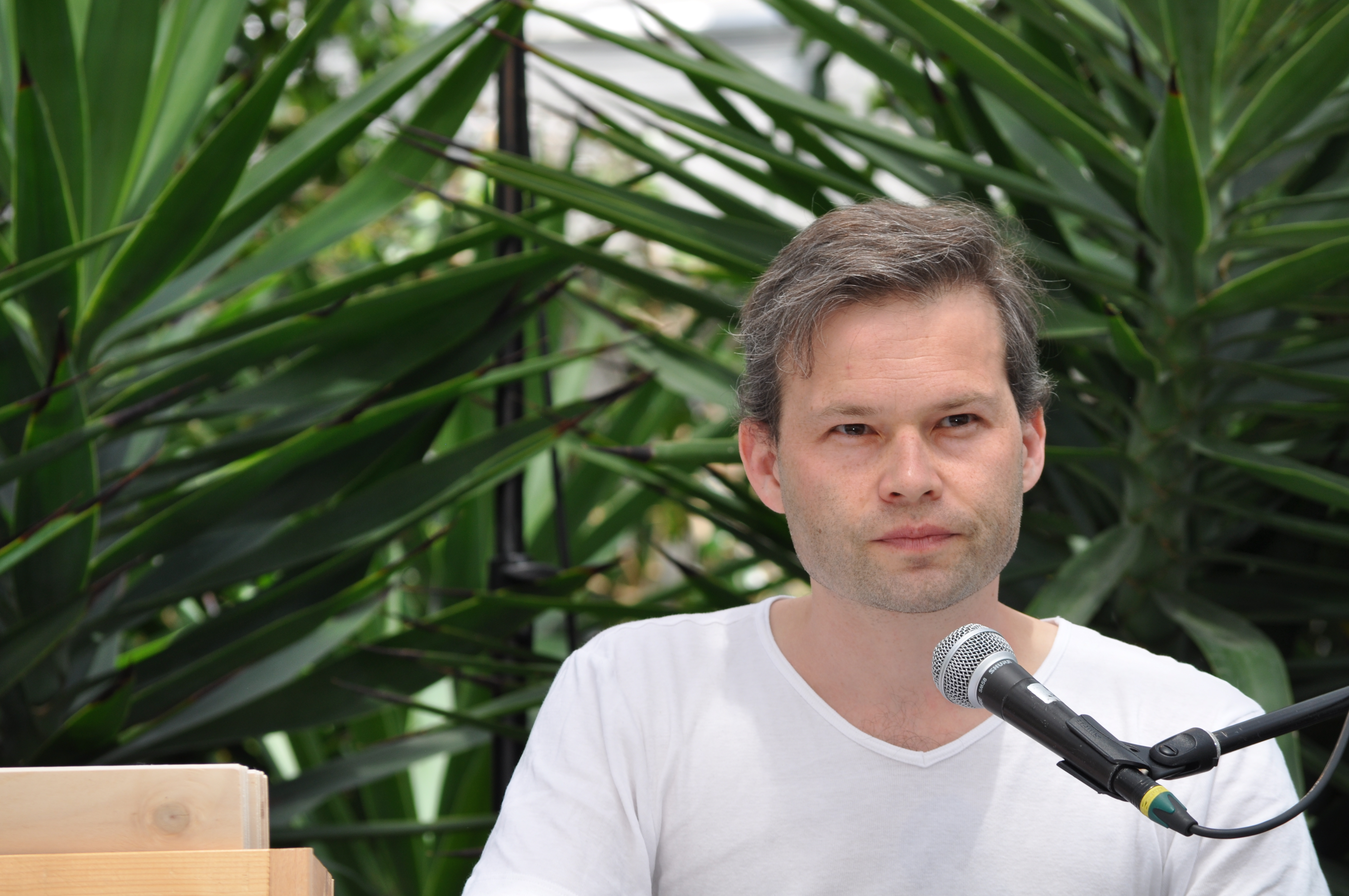
Michael von Burg

Michael von Burg (* 1977 in Manhasset, New York) ist ein Schweizer Film- und Theaterschauspieler.
Seine Ausbildung absolvierte Michael von Burg von 1997 bis 2000 an der Theaterhochschule Zürich (heute ZHdK) mit einem Diplom in Schauspiel ab. Es folgten erste Arbeiten an der Theaterhochschule Zürich, u. a. unter der Regie von Christian Schlüter und Samuel Schwarz. Gleichzeitig arbeitete Michael von Burg als Gast am Luzerner Theater und spielte in seiner ersten Kinorolle den Sandro in dem Kinospielfilm Stille Liebe (Regie: Christoph Schaub).
Sein erstes Festengagement trat er 2001 als Romeo in Romeo und Julia unter der Regie von Peter Dehler am Staatstheater Schwerin an. Während dieses Engagements spielte Michael von Burg ausserdem auch am Hamburger Thalia Theater unter der Regie David Bösch die Rolle des Billy Keats in PORT. Das Stück entstand in Koproduktion mit den Salzburger Festspielen. Im Jahre 2005 erhielt Michael von Burg von Theater heute für diese Rolle eine Nominierung zum Nachwuchskünstler des Jahres.
2003 spielte Michael von Burg zudem den Martin in dem Kinospielfilm Männer wie wir (Regie: Sherry Hormann).
Der Wechsel ins Ensemble des Deutschen Theaters Göttingen erfolgte 2005, wo Michael von Burg mit der Rolle des Don Carlos in Don Karlos sein Göttinger Debüt feierte. Weitere Rollen waren u. a. Oliver Twist in Oliver Twist unter der Regie von Nino Haratischwili, Wolfgang Amadeus Mozart in Amadeus, Andri in Andorra unter der Regie von Tilman Gersch sowie 2007 Faust in Faust I. unter der Regie von Thomas Bischof.
Von 2008 bis 2012 spielte Michael von Burg am Staatstheater Wiesbaden, wo er u. a. mit Tilman Gersch, Ricarda Beilharz, Konstanze Lauterbach, Karoline Stolz und Janusz Wiśniewski zusammenarbeite.
Neben Gastengagements am Theater Bregenz, am Konzerttheater Bern und dem Schauspielhaus Zürich spielte Michael von Burg 2014–2015 eine der drei Hauptrollen in der SRF-Webserie Güsel. Die Abfalldetektive.
2018 arbeitete er zudem als Gast am Theater an der Effingerstrasse, wo er in Oliver Reeses Bühnenfassung der Blechtrommel unter der Regie von Markus Keller den Oskar Matzerath spielte.
Michael von Burg ist seit 2016 Ensemblemitglied am Theater Kanton Zürich in Winterthur. Er lebt in Zürich.

## Filmografie
- 1999: Sommerbriefe (Kurzspielfilm), Hauptrolle, Regie: Bettina Oberli
- 2000: Mannsbilder (Kurzspielfilm), Hauptrolle, Regie: Yael Parish
- 2000: Höhenflug (Kurzspielfilm), Hauptrolle, Regie: Gabriela D´Hondt
- 2001: Stille Liebe (Kinospielfilm), Regie: Christoph Schaub
- 2003: Männer wie wir (Kinospielfilm), Regie: Sherry Hormann
- 2007: Schuldig (Spielfilm), Regie: Nils Willbrandt
- 2012: München - Bayreuth (Kurzspielfilm), Regie: Christopher Kaufmann
- 2012: Polizeiruf 110: Der Tod macht Engel aus uns allen (Fernsehreihe), Regie: Jan Bonny
- 2014: Güsel. Die Abfalldetektive,[4] Regie: Jan Sulzer, Roger Staub, Deborah Neininger
- 2016: Der gute Göring
- 2018: Wolkenbruchs wunderliche Reise in die Arme einer Schickse
- 2020: Frieden (Fernsehserie)[6][7]
- 2024: Tatort: Von Affen und Menschen
- 2025: Maloney: Schlafende Hunde (Fernsehserie)